# Vatana serrata
Vatana serrata är en insektsart som beskrevs av Huang och Zhang 2006. Vatana serrata ingår i släktet Vatana och familjen dvärgstritar. Inga underarter finns listade i Catalogue of Life.